# Амбелакија (Драма)
Амбелакија (грч. Αμπελάκια) је насељено место у општини Драма у периферији Источна Македонија и Тракија, Грчка. Према попису из 2021. године било је 273 становника.
Амбелакија је подигнута 1923—1924. године на месту некадашњег читлука Пашали Чифлик, када је насељено 58 грчких избегличких породица, којих је на попису из 1928. године било 223.